# 田嶋神社
田嶋神社（たしまじんじゃ）とは佐賀県伊万里市波多津町にある神社である。

## 概要
現存する神社の本殿としては九州内最古とされ、15世紀建立と推定される。
中世領主である波多氏の津(港)であったことから「波多津」と呼ばれたこの地域の守り神として、佐賀県唐津市呼子町加部島の田島神社から分霊を勧請したと考えられている。
本殿は、簡素な造りだがかつては朱塗りの彩色社殿であったと考えられており、現在は本殿を保護する為の覆屋(おおいや)が設けられており、覆屋の格子越しに見学可能である。貴重な建築物として国重要文化財に指定されている。

## 祭神
宗像三女神（田心姫神、湍津姫神、市杵島姫神）を主神とし、八柱をまつっている。

## 社殿
田嶋神社は佐賀県伊万里市波多津町畑津1260番地にある。明治6年（1873）年旧村社となった。建武元（1334）年に再建したと伝えられている。
祭神は多岐津姫命・市杵島姫命・田心姫命の宗像三女神を主神とし、明治時代に周辺の無格社が祀っていた菅原道真・伊弉諾尊・伊弉冉巫女・大国主命・天忍穂耳命を合わせて八柱を祀っている。
本殿は三間社流見世棚造という建築様式で造られ、切妻桟瓦葺覆屋の中にある。
身舎は床下が八角形、床上内側は正面中柱を除いて全て十六角形になっている。身舎部の柱は自然石の礎石上にたち、地貫・腰長押・内法長押・頭貫で固められている。柱頭に平三斗を置き、四隅は連斗なしの連三斗である。四隅の秤肘木は、正面と背面側を秤肘木型につくらず、木鼻をほぼ垂直に切断（鯖尾形）している。中備はまったくなく、妻飾りは豕扠首である。正面の三間は幣軸付き板唐戸を立てている。内部は床が板張りで、天井は竿縁天井、背面に高棚を設けている。
見世棚は大面取り角柱を自然石の礎石上にたて、下端面取りの頭貫を渡している。ただし中央間は茨垂木状で、やはり下部に面を取っている。柱頭は出三斗で、両端は頭貫木鼻を根肘木がわりにして連三斗とする。肘木はすべて下端に面を取っている。身舎とは繋虹梁で結び、中備は中央間のみ斗を配している。見世棚（向拝部分）の桁や垂木から上は、後世の新しい補修である。正面中央間に木階が付いていたと考えられる。
元は朱塗りの彩色社殿であり、一部に残存色がある。近世の神社建築と比較して、全体に簡潔な造りの素晴らしい社殿である。再建年代は建武元（1334）年と伝わっているが、それを否定する点は現在のところ見いだせない。長享2年（1488）建立の大分県日田市前津江町所在の、大野老松天満宮社旧本殿（国重要文化財・建造物）との類似性があると考えられている。これらのことから少なくとも15世紀前半（室町時代前期・1392～1467）の建造物であると考えられ、現存する社殿（本殿）建造物としては九州最古の貴重な遺構である。　　　　　　　　　　　　　　　　　　　　　　　　　　　　　　　　　　　
※本殿は覆屋の中にあり、原則として覆屋の格子越しにしか見学できない。

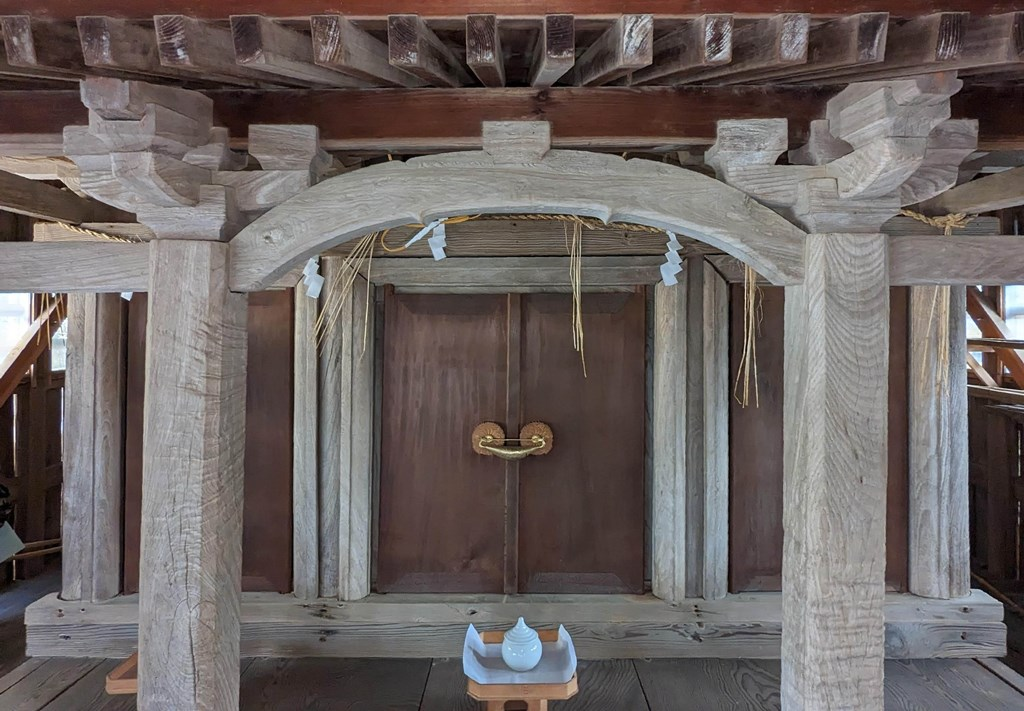
本殿向拝部分

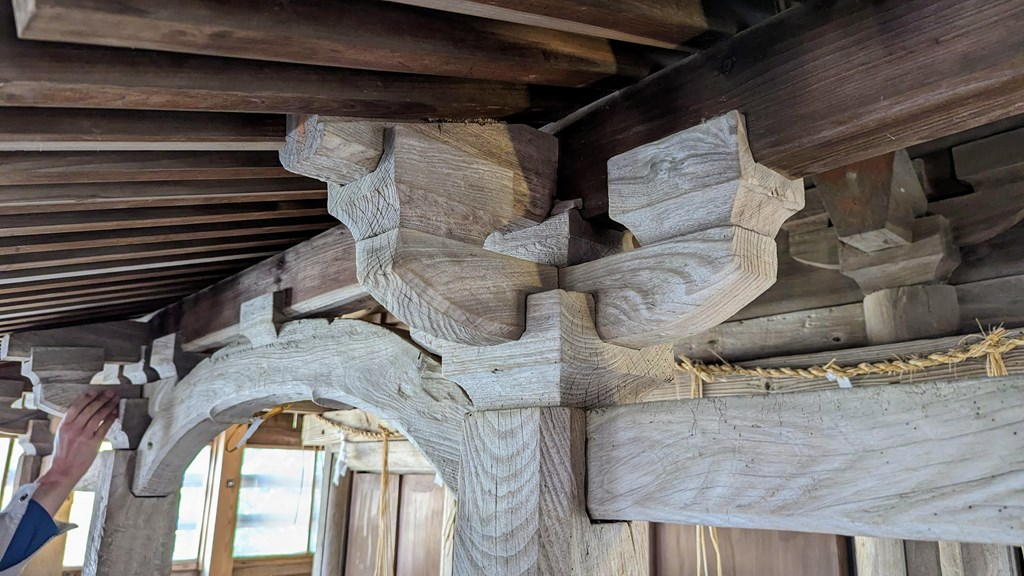
連三斗（つれみつど）

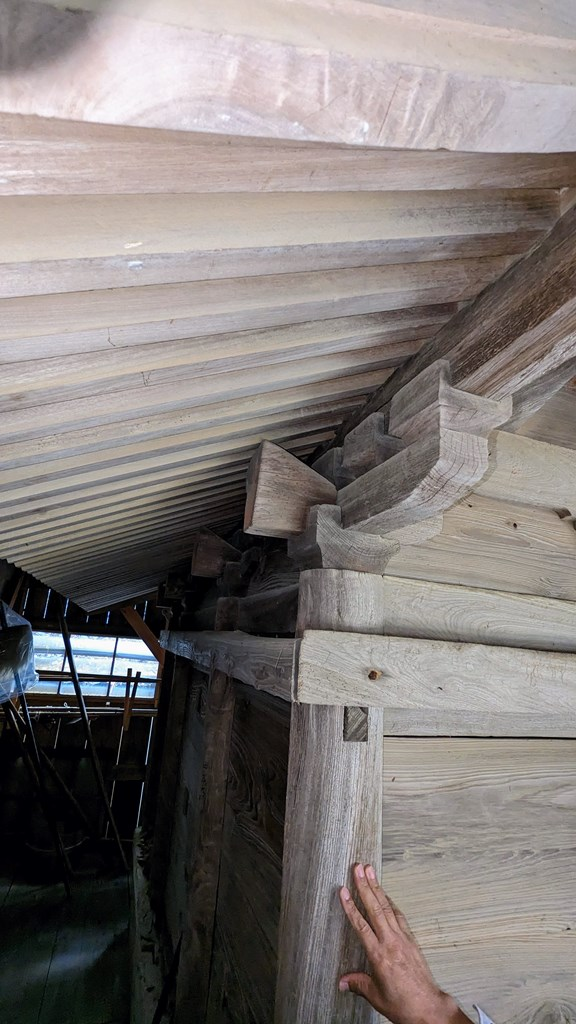
鯖尾形の木鼻

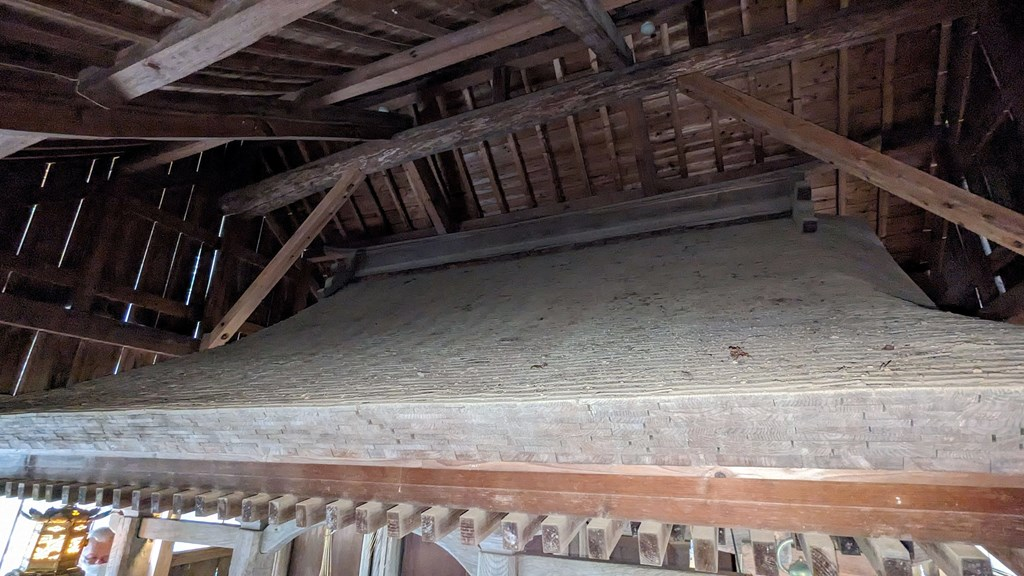
杮（こけら）葺きの屋根

## 歴史
唐津市呼子町加部島にある田島神社の末社とされる。創建年代は、加部島の田島神社が天平年代（730年頃）ではないかとされるが、波多津の田嶋神社は、神社の記録によると建武元年(1336年)に社殿が再建され、室町時代末期には岸岳城主波多氏の祈願所だったと伝えられている。
荒波激しい玄界灘に浮かぶ加部島の田島神社は古来「末盧(まつろ)国」の海路の安全と海産業の豊漁を願った「田島坐神社(たじまにゐますかみのやしろ)」として祀られていたようである。ここを基に、旧唐津領内に「田島神社」の流れを汲んだ社は数多く存在する。

## 神事・祭事[6]
- 1月1日 - 正月祭り　宮惣代参列・宮司により司る祭
- 3月17日 - 記念祭　宮惣代参列・宮司により司る祭
- 7月14日 - 祇園祭　前夜祭　宮司・宮惣代・区長参拝
- 7月15日 - 本祭り　宮惣代・区長参列　馬蛤潟にお下り
- 10月16日 - 田島祭　宮惣代・区長参拝
- 10月17日 - 宮惣代　浦新地へお下り　浦区民は皆参拝する供日
- 12月30日 - 大抜祭　年越行事

## 文化財

### 国指定重要文化財　建造物

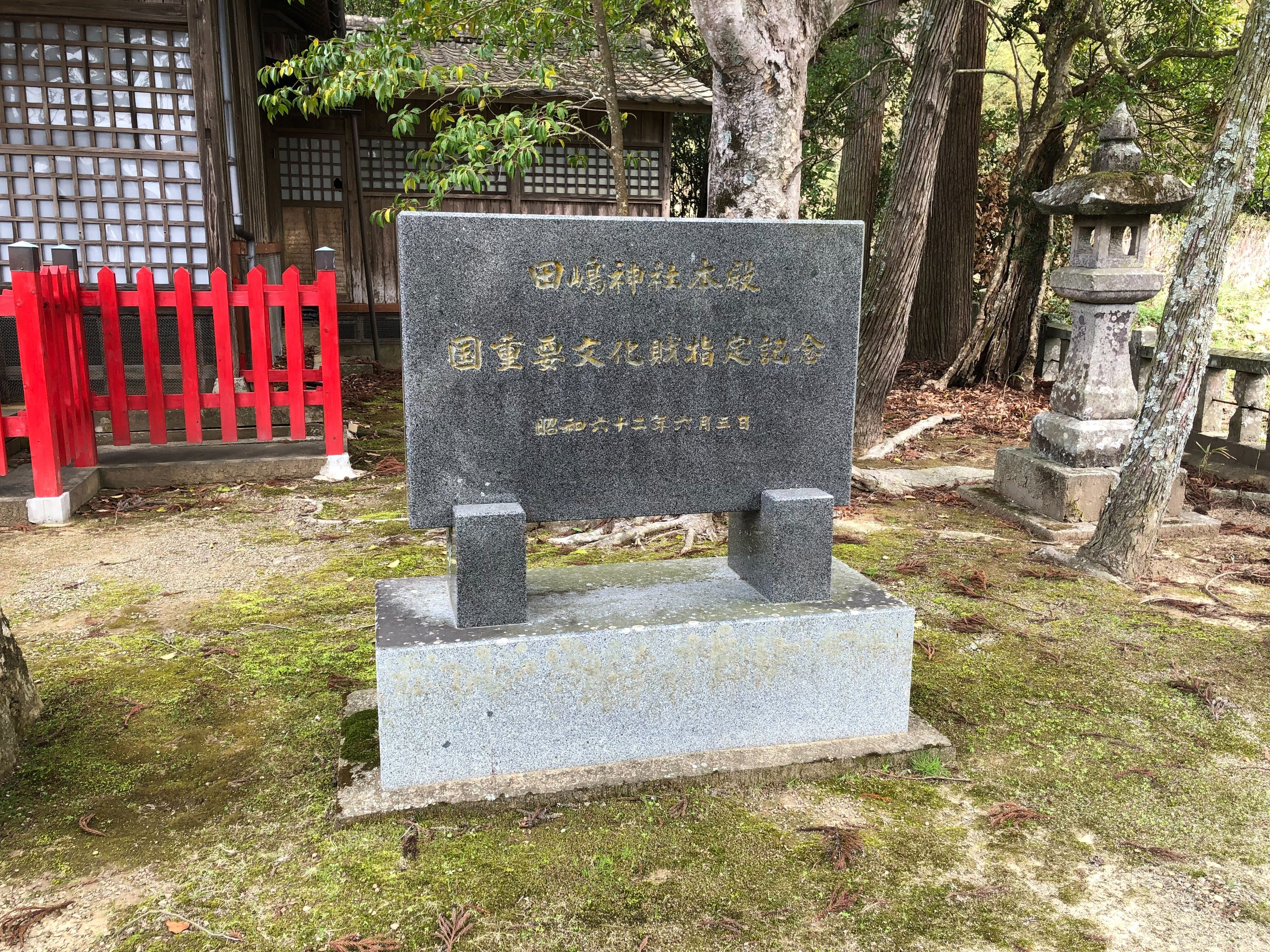
重要文化財指定記念碑

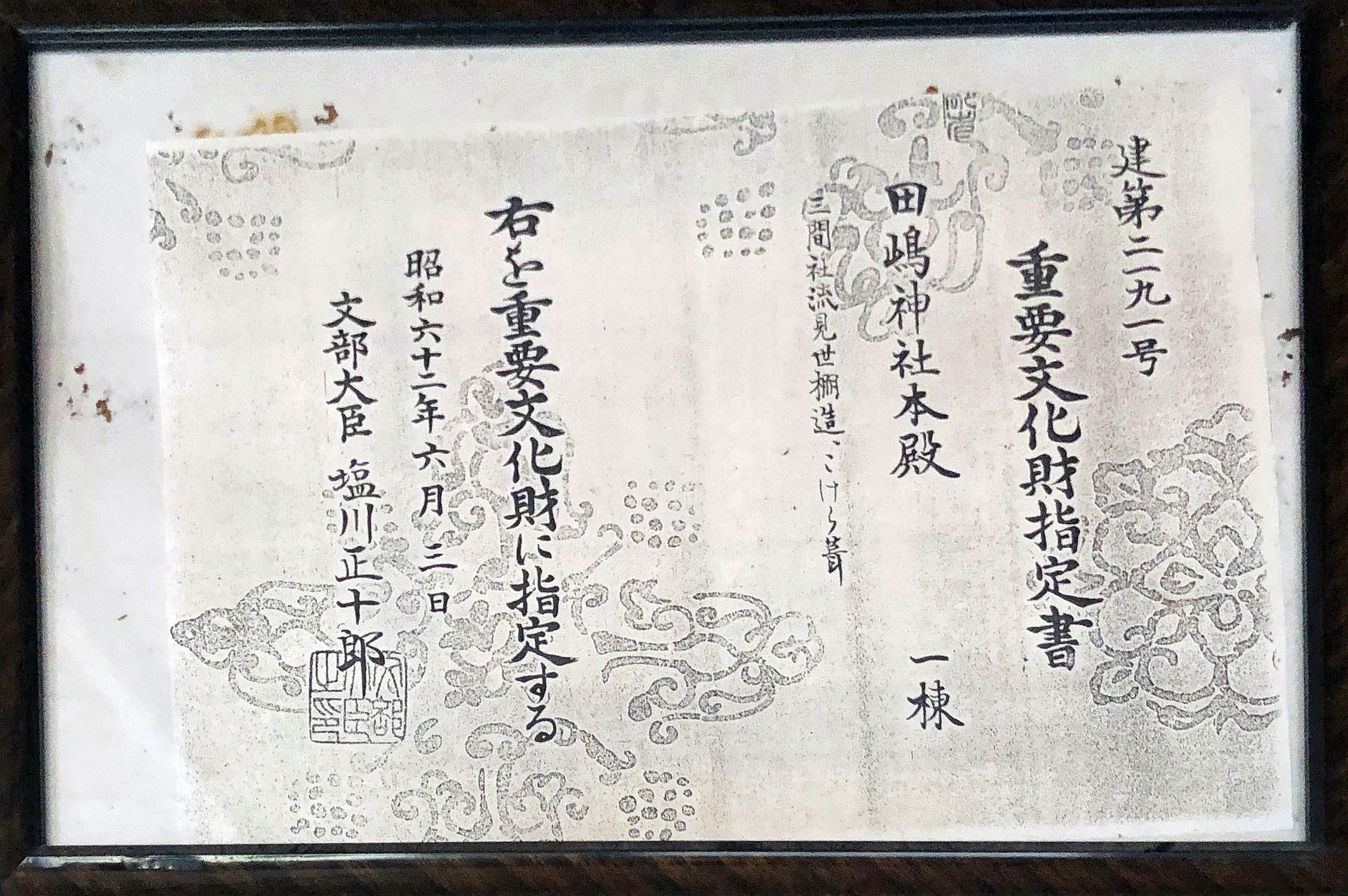
国指定重要文化財指定書

- 田嶋神社本殿（昭和62年6月3日指定）重要文化財指定記念碑

## 交通アクセス
〒848-0102　佐賀県伊万里市波多津町畑津1260番地
JR筑肥線・松浦鉄道西九州線伊万里駅より車で約35分
最寄バス停　西肥バス 内野口